# Altamira (Messico)
Altamira è una municipalità dello stato di Tamaulipas, nel Messico centrale, capoluogo della omonima municipalità.
Conta 212.001 abitanti (2010) e ha una estensione di 1.662,36 km². Oltre al capoluogo municipale, altra città importante è Miramar.
Il paese deve il suo nome al funzionario spagnolo Juan Rodríguez de Albuerne, marchese di Altamira.